# Horts de les Ferreries
Els Horts de les Ferreries és un paratge d'antics horts convertits en camps de conreu del terme municipal de Sant Quirze Safaja, de la comarca del Moianès.
Estan situats al nord-est de la urbanització dels Pinars del Badó, a l'esquerra de la continuïtat formada pel torrent de la Balma de Poses i del torrent dels Horts de les Ferreries.